# Oktogen
Oktogen ist der Trivialname für den Sprengstoff Cyclotetramethylentetranitramin, der zur Gruppe der Nitramine zählt. Im US-amerikanischen Sprachgebrauch wird es als Homocyclonite bzw. HMX (High-Molecular-weight rdX) bezeichnet. Der systematische Name von HMX lautet Octahydro-1,3,5,7-tetranitro-1,3,5,7-tetrazocin.

## Geschichte
Die Substanz wurde 1942 in Deutschland als Nebenprodukt der technischen Synthese des Hexogens (KA-Verfahren) isoliert, chemisch charakterisiert und sprengtechnisch untersucht, wobei es keine Vorteile gegenüber dem Hexogen zeigte. Etwa zur gleichen Zeit wurde es analog in den USA als Nebenprodukt des identischen, neuen Bachmann-Verfahrens abgetrennt und untersucht. Bei der Herstellung von Oktogen entsteht das strukturell ähnliche QDX.

## Darstellung und Gewinnung
Die Synthese von Oktogen geht von Hexamethylentetramindinitrat aus, welches im ersten Schritt durch Einwirkung von Essigsäureanhydrid zum 1,5-Methylen-3,7-dinitro-1,3,5,7-tetraazacyclooctan umgesetzt wird. Analog zum Bachmann-Verfahren zur Herstellung von Hexogen erfolgt im zweiten Schritt die Herstellung der Zielverbindung mittels Essigsäureanhydrid, Salpetersäure und Ammoniumnitrat.

## Eigenschaften

### Physikalische Eigenschaften
Es existiert in fünf polymorphen Formen, von denen nur die β-Form praktische Bedeutung besitzt. Diese Form besitzt eine für eine hohe Detonationsgeschwindigkeit notwendige besonders hohe Dichte. Sie bildet weiße Kristalle, die sich bei 273 bis 282 °C zersetzen. Die Verbindung ist in Wasser praktisch unlöslich. Die Löslichkeiten in anderen Lösungsmitteln ist mit denen von Hexogen vergleichbar.
Oktogen ist ein explosionsgefährlicher Stoff im Sinne des Sprengstoffgesetzes. Für die Detonationsgeschwindigkeit werden Werte um 9110 m/s bei einer Pressdichte von 1,89 g/cm3 angegeben; sie ist damit geringfügig höher als die von Hexogen (8750 m/s). Im Vergleich dazu detoniert TNT nur mit ca. 6900 m/s. Die Explosionswärme beträgt 5680 kJ/kg; es entstehen 920 l/kg Verbrennungsgase (Normalgasvolumen). Die Bleiblockausbauchung ist 480 ml/10 g, der Grenzdurchmesser beim Stahlhülsentest beträgt 8 mm. Die Verbindung ist schlag- und reibempfindlich. Der Fallhammertest zeigt mit einer Schlagenergie von 7,5 Joule und der Reibtest mit einer Stiftbelastung von 120 N ein positives Ergebnis.

### Chemische Eigenschaften
Oktogen ist ein heterocyclischer Achtring. Seine Beständigkeit gegenüber Schwefelsäure und gegen Natronlauge ist größer als die des Hexogens, vermutlich infolge geringerer Löslichkeit, so dass darauf Trennungsmethoden aufgebaut wurden. Die Löslichkeit in Aceton ist viel geringer als die des Hexogens, wodurch die Abtrennung des Hexogens vom Oktogen durch fraktionierte Kristallisation möglich ist. Zur Umkristallisation ist Dimethylsulfoxid oder Nitromethan geeignet.

## Verwendung
Ein Austausch von Hexogen gegen Oktogen bewirkt bei Hochleistungsladungen (z. B. Hohlladungen) einen Leistungszugewinn. Es werden auch als Octol bezeichnete Gemische mit Anteilen von 25 % oder 30 % von Trinitrotoluol verwendet.

## Toxikologie von Nitraminen
Hexogen hat keine Nitritwirkungen, es wird langsam vom Magen-Darm-Kanal und wahrscheinlich gar nicht von der Haut resorbiert. Die minimale letale Dosis für Ratten (peroral) ist 200 mg/kg. Aber noch 50–100 mg/kg täglich werden von Ratten, 50 mg/kg täglich von Hunden einige Wochen lang ohne Blutveränderung vertragen, lediglich etwas Übererregbarkeit wurde beobachtet. Bei wiederholter Einwirkung von Hexogen(-Staub) bzw. von Verunreinigungen des Herstellungsprozesses kam es bei Menschen zu Krampfanfällen, Augen- und Hautreizungen.
Zur Säuberung von mit Nitraminsprengstoff kontaminiertem Abwasser wurde ein Bakterienstamm der Gattung Pelomonas, Pelomonas aquatica-Stamm WS2-R2A-65, untersucht. Es zeigte sich, das dieser Bakterienstamm zum Abbau von Oktogen genutzt werden könnte. Der Stamm ist weiterhin in der Lage, Hexogen abzubauen.
Über die Toxizität von Oktogen ist nichts bekannt. Es dürfte jedoch ähnliche zentral erregende bzw. krampfauslösende Wirkung haben wie Hexogen.

## Risikobewertung
Oktogen wurde 2019 von der EU gemäß der Verordnung (EG) Nr. 1907/2006 (REACH) im Rahmen der Stoffbewertung in den fortlaufenden Aktionsplan der Gemeinschaft (CoRAP) aufgenommen. Hierbei werden die Auswirkungen des Stoffs auf die menschliche Gesundheit bzw. die Umwelt neu bewertet und ggf. Folgemaßnahmen eingeleitet. Ursächlich für die Aufnahme von Oktogen waren die Besorgnisse bezüglich Umweltexposition, Exposition von Arbeitnehmern und weit verbreiteter Verwendung sowie der möglichen Gefahren durch krebsauslösende und reproduktionstoxische Eigenschaften. Die Neubewertung sollte von Ungarn durchgeführt werden, wurde jedoch zurückgezogen.